# Ossido di ferro

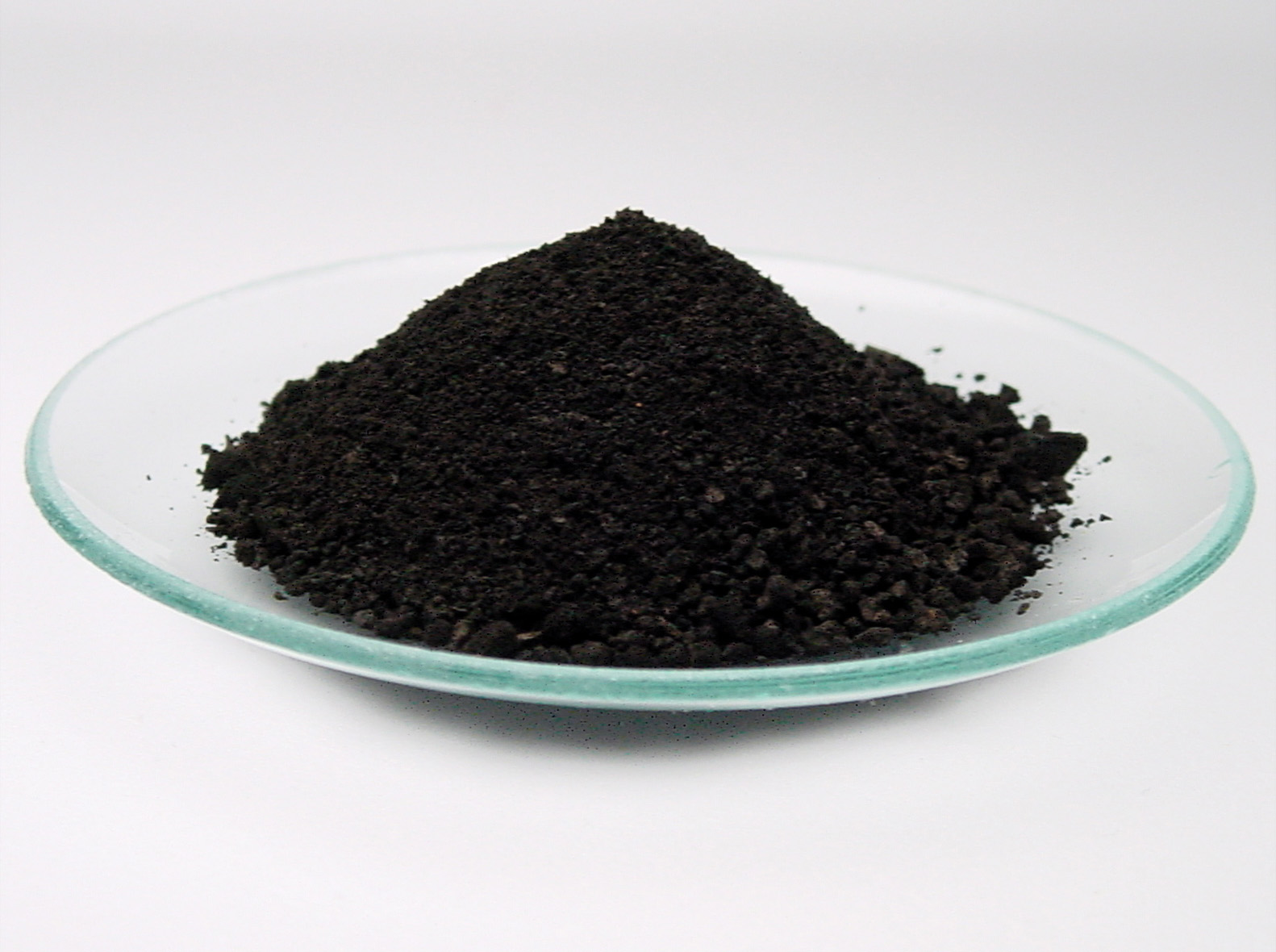
Ossido ferroso, Fe(II)

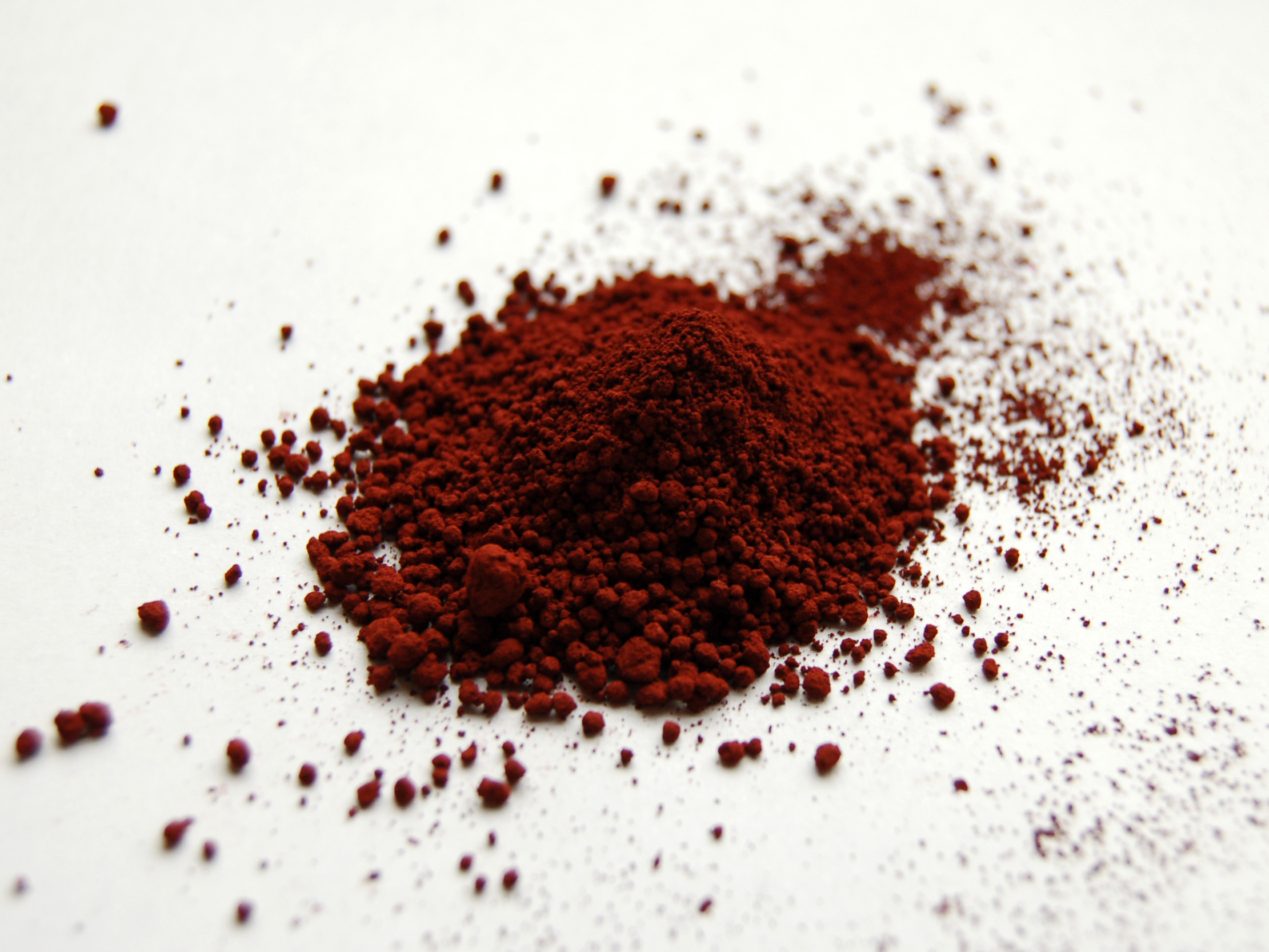
Ossido ferrico Fe(III)

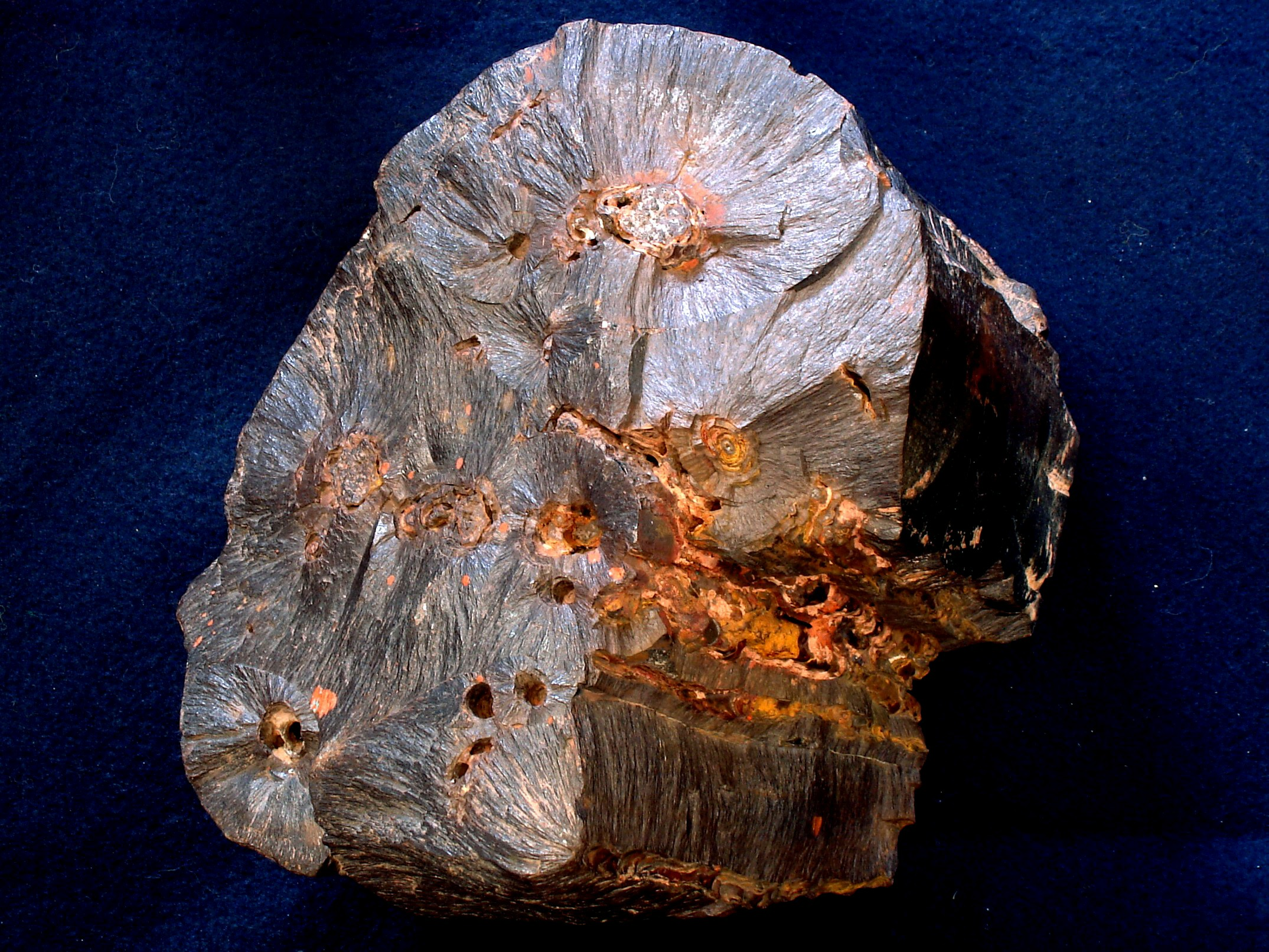
Minerale di goethite, composto dall'ossi-idrossido FeO(OH)

Con il termine ossido di ferro si indicano genericamente tutti i composti chimici formati da ferro (che si presenta in differenti stati di ossidazione) e ossigeno, che sono i componenti principali di numerosissimi minerali e della ruggine.
Esistono numerose combinazioni di questi elementi, inclusi gli idrossidi di ferro e gli ossi-idrossidi di ferro, formati tramite reazione tra l'acqua e l'ossido di ferro.
Sono note sedici specie di ossidi e ossi-idrossidi di ferro.
I principali minerali ferrosi, da cui si estrae la maggior parte del ferro e dei suoi derivati, sono composti - oltre che da pirite - da ossidi e idrossidi di ferro.

## Ossidi
- {\displaystyle {\ce {FeO}}}, Ossido ferroso (ossido del ferro(II)), costituente del minerale wüstite. Si dissolve facilmente in soluzioni acide diluite.[2] Normalmente si presenta in forma di polvere nera, che può causare esplosioni in quanto è instabile e facilmente combustibile, con la tendenza a disproporzionare secondo la seguente reazione:

{\displaystyle {\ce {4FeO->Fe\ +\ Fe3O4}}}
- {\displaystyle {\ce {Fe3O4}}}, Ossido ferroso-ferrico (ossido del ferro(II) e ferro(III)). La formula può essere anche vista come {\displaystyle {\ce {Fe^{2+}(Fe^{3+}O2)2}}}. È il costituente del minerale magnetite . La magnetite si forma quando l'idrossido ferroso si ossida in presenza di acqua, ed è quindi spesso un elemento che si forma nei relitti marini ferrosi.
- {\displaystyle {\ce {Fe2O3}}}, Ossido ferrico (ossido del ferro (III), o sesquiossido di ferro) è il principale componente della ruggine e costituente dei seguenti minerali:
  - {\displaystyle {\ce {\alpha -Fe2O3}}}, ematite
  - {\displaystyle {\ce {\beta -Fe2O3}}}
  - {\displaystyle {\ce {\gamma -Fe2O3}}}, maghemite
  - {\displaystyle {\ce {\varepsilon -Fe2O3}}}
- {\displaystyle {\ce {Fe4O5}}} [3]
- {\displaystyle {\ce {Fe5O6}}} [4]
- {\displaystyle {\ce {Fe7O9}}} [5]

## Idrossidi
- {\displaystyle {\ce {Fe(OH)2}}}, idrossido ferroso idrossido del ferro(II)
- {\displaystyle {\ce {Fe(OH)3}}}, idrossido ferrico (idrossido del ferro(III), costituente della bernalite

## Ossi-idrossidi
Il Fe(III) compone numerose specie di ossi-idrossidi (ossidi di ferro idrati), che si presentano in forma anidra ({\displaystyle {\ce {FeO(OH)}}}) oppure idrata ({\displaystyle {\ce {FeO(OH)\cdot nH2O}}}). La forma monoidrata ({\displaystyle {\ce {FeO(OH)\cdot H2O}}}) è sostanzialmente corrispondente all'idrossido di Fe(III) ({\displaystyle {\ce {Fe(OH)3}}}, idrossido ferrico). Fra gli ossi-idrossidi troviamo:
- {\displaystyle {\ce {\alpha -FeO(OH)}}}, goethite
- {\displaystyle {\ce {\beta -FeO(OH)}}}, akaganeite
- {\displaystyle {\ce {\gamma -FeO(OH)}}}, lepidocrocite
- {\displaystyle {\ce {\delta -FeO(OH)}}}, feroxyhyte
- ca. {\displaystyle {\ce {Fe5HO8\cdot 4H2O}}}, ferridrite
- ca. {\displaystyle {\ce {Fe16O16(OH,SO4)_{12-13}\cdot 10-12H2O}}}, schwertmannite
- {\displaystyle {\ce {FeO(OH)\cdot nH2O}}}, limonite

Questi composti, in particolare la goethite e la limonite, sono i componenti fondamentali delle terre rosse (ocre gialle, terra di Siena, terra d'ombra, eccetera).

## Usi e applicazioni

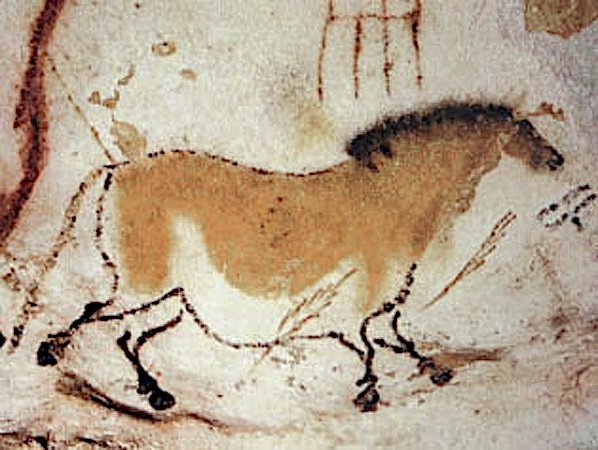
Un dipinto preistorico a Lascaux, Francia, creato con pigmenti estratti dalle terre rosse locali, a base di ossidi di ferro: ocre rosse e gialle

### Pigmenti sumi
Alcuni ossidi di ferro sono ampiamente utilizzati nelle applicazioni ceramiche, in particolare nella smaltatura.
Gli ossidi di ferro compongono numerosi pigmenti inorganici.
Tipicamente gli ossidi del Fe(II) sono neri o grigio scuri, mentre quelli del Fe(III) sono color rosso-ruggine. Composti più complessi degli ossidi (idrossidi, idrati, ossi-idrossidi) possono avere altre gradazioni di colore (gialli, rossi, marroni, arancioni).
L'ossido ferrico viene utilizzato per dare al vetro il colore verde bottiglia.
I pigmenti estratti dai terreni ferrosi (come le terre rosse) comprendono ocre, terre di Siena e terre d'ombra. Fin dall'antichità si conoscono le caratteristiche di pigmentazione di tali materiali; ad esempio numerose pitture rupestri (come nelle grotte di Lascaux) utilizzarono questi tipi di pigmento. Numerose tradizioni artistiche fanno uso di questi pigmenti, ad esempio in Romagna è ancora diffusa la tradizionale "stampa a ruggine" su tessuti, effettuata con pigmenti formulati con ruggine impastata a farina e aceto. Ancora oggi sono utilizzati nelle formulazioni di coloranti, vernici e nelle formulazioni dei toner di stampanti e fotocopiatrici.
I pigmenti del ferro (prodotti sinteticamente con un alto grado di purezza) sono ampiamente utilizzati nella cosmetica in quanto considerati non tossici e resistenti all'umidità. Per la stessa ragione sono utilizzati anche nell'industria alimentare (E172, CI 77492, 77491 e 77499).

### Inibizione della corrosione
L'ossido ferrico in ambiente secco e/o alcalino inibisce la formazione della ruggine tramite passivazione. 
Grazie a queste proprietà vi sono alcuni trattamenti di passivazione che, convertendo il materiale ferroso in magnetite, permettono di dare caratteristiche di resistenza alla corrosione a tali superfici (il black oxide, in italiano ossidazione nera o brunitura è un comune processo di passivazione dell'acciaio inox).

Alcune forme di ematite (come il MIO, "micaceous iron oxide") sono utilizzate nelle formulazioni di vernici anticorrosione (utilizzate nella manutenzione di ponti o ad esempio della Torre Eiffel).

### Miscele incendiarie

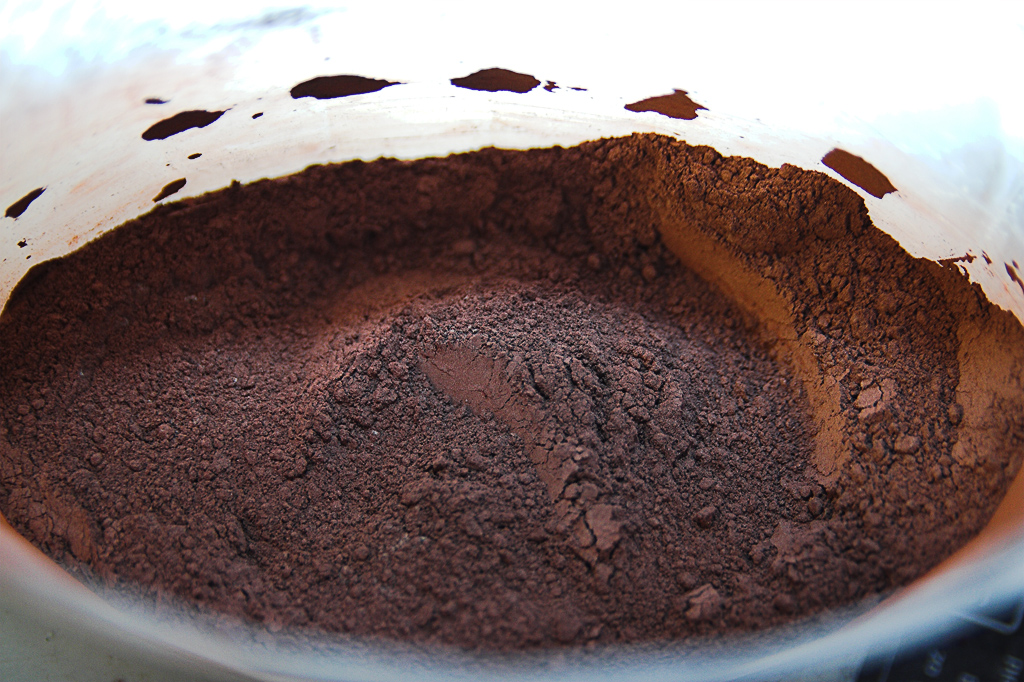
Termite

L'ossido ferrico se combinato con alluminio in polvere forma una miscela incendiaria ed esplosiva nota come termite. L'alluminio riduce l'ossido con una reazione violenta ed esotermica, tale da fondere il ferro:
{\displaystyle {\ce {Fe2O3 + 2Al -> 2Fe + Al2O3 + calore}}}
Il processo alla termite può essere anche utilizzato per la produzione di ferro metallico e per questa sua proprietà viene impiegata nei processi di saldatura per alluminotermia.

### Elettronica

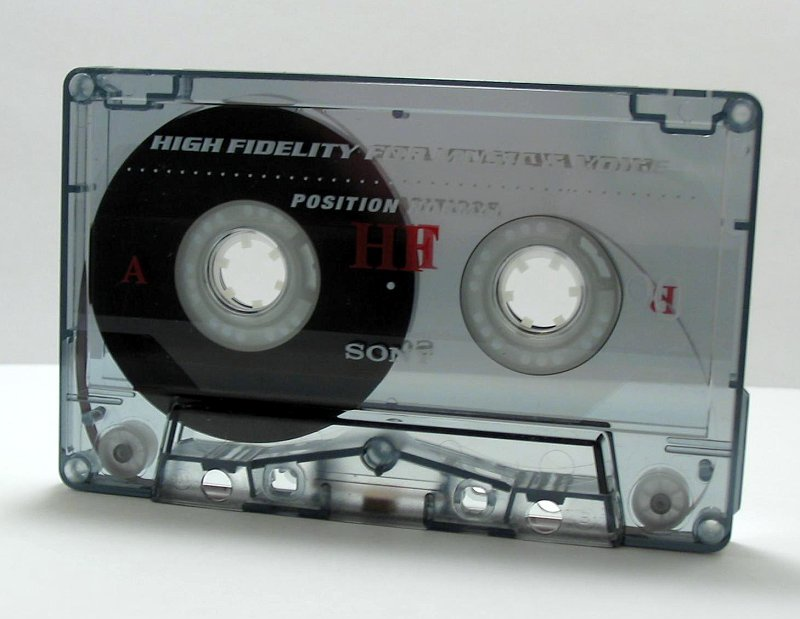
Audiocassetta con nastro magnetico

Fritz Pfleumer sviluppò nastri magnetici a base di ossido ferrico nel 1928. La sua invenzione si basava su strisce di carta spalmate con Fe2O3. Successivamente la AEG e la BASF svilupparono il prodotto, diventando i primi produttori di nastri magnetici.
Ancora oggi l'ossido ferrico purificato (insieme al biossido di cromo) viene utilizzato come trattamento superficiale per i nastri magnetici.

### Processi industriali
È stato proposto un ciclo termochimico per la produzione dell'idrogeno basato sui due ossidi Fe3O4/FeO. Il processo è basato su due reazioni redox che, coinvolgendo anche il manganese e lo zinco, permetterebbero di generare idrogeno dall'acqua:
{\displaystyle {\ce {Mn_{0,5}Zn_{0,5}Fe2O4\ +\ yH2O->Mn_{0,5}Zn_{0,5}Fe2O_{4+y}\ +\ yH2}}}
{\displaystyle {\ce {Mn_{0,5}Zn_{0,5}Fe2O_{4+y}-> Mn_{0,5}Zn_{0,5}Fe2O4 \ + \ {\frac {1}{2}}yO2}}}
Gli ossidi di ferro sono usati come mezzo di contrasto in imaging a risonanza magnetica, per accorciare i tempi T1, T2 e T2* di rilassamento dei protoni. I mezzi di contrasto superparamagnetici sono composti da un nucleo magnetico cristallino insolubile in acqua, solitamente magnetite (Fe3O4) o maghemite (γ-Fe2O3). Il diametro medio del nucleo varia da 4 a 10 nm; questo nucleo cristallino è spesso circondato da uno strato di destrano o derivati dell'amido e la dimensione totale della particella è espressa in termini di diametro medio della particella idratata. Le USPIO (Ultrasmall Superparamagnetic Iron Oxide nanoparticles), nanoparticelle ultrapiccole di ossido di ferro superparamagnetico, che di solito hanno nuclei a cristallo singolo, hanno un diametro medio delle particelle idratate inferiore ai 50 nm.